# Young and Beautiful
Young and Beautiful — песня американской певицы и композитора Ланы Дель Рей из альбома саундтреков к фильму «Великий Гэтсби». Является пятым по счету синглом из альбома, выпущен 23 апреля 2013 года на Interscope Records и Water Tower. Авторами стали Лана Дель Рей и Рик Новелс, продюсеры Рик Новелс, Даниэль Хит, Ал Шух. На саундтрек снят клип, вышедший 23 апреля 2013 года, но официальный релиз видеоклипа был представлен 10 мая 2013 года на канале Vevo в YouTube и на официальном канале Ланы Дель Рей.

## История создания
Название песни «Young and Beautiful» переводится как «Молодая и Красивая». Песня является саундтреком к фильму «Великий Гэтсби», также входит в альбом официальных саундтреков к фильму «Великий Гэтсби». Песня написана самой певицей совместно с Риком Новелсом. Информация о выходе песни появилась в Твиттере Ланы Дель Рей 20 апреля 2013 года. Песня спродюсирована Ланой Дель Рей, Риком Новелсом и Алом Шухом. Песня была записана в начале декабря 2012 года. Получила большой успех после выхода фильма и в чарте iTunes. Держалась неделю на 1-м месте.

## Видеоклип
На саундтрек снят клип, вышедший 23 апреля 2013 года, но официальный релиз видеоклипа был представлен 10 мая 2013 года на канале Vevo в YouTube и на официальном канале Ланы Дель Рей.

## Участники записи
- Lana Del Rey — вокал, бэк-вокал, автор песни, продюсер[8][9][15][18].
- Rick Nowels — композитор, продюсер[19][20].
- Al Shux — продюсер[21][22].

## Чарты и сертификация
| Чарт (2013-14)                         | Лучшая позиция |
| -------------------------------------- | -------------- |
| Австралия (ARIA)                       | 8              |
| Австрия (Ö3 Austria Top 40)            | 57             |
| Бельгия/Фландрия (Ultratop 50)         | 34             |
| Бельгия/Валлония (Ultratop 50)         | 33             |
| Канада (Billboard Canadian Hot 100)    | 45             |
| Чехия (Singles Digitál Top 100)        | 44             |
| Франция (SNEP)                         | 31             |
| Германия (GfK)                         | 50             |
| Greece Digital Songs (Billboard)       | 2              |
| Венгрия (Single Top 40)                | 9              |
| Iceland (RÚV)                          | 30             |
| Ирландия (IRMA)                        | 16             |
| Израиль (Media Forest)                 | 7              |
| Италия (FIMI)                          | 8              |
| Lebanon (The Official Lebanese Top 20) | 16             |
| Нидерланды (Single Top 100)            | 79             |
| Новая Зеландия (Recorded Music NZ)     | 23             |
| Польша (Polish Airplay Top 100)        | 12             |
| Россия (TopHit)                        | 1              |
| Шотландия (OCC Scotland)               | 21             |
| Словакия (Rádio — Top 100)             | 53             |
| Испания (PROMUSICAE)                   | 24             |
| Швеция (Sverigetopplistan)             | 39             |
| Швейцария (Schweizer Hitparade)        | 31             |
| Великобритания (OCC UK Singles)        | 23             |
| Украина (TopHit)                       | 10             |
| США (Billboard Hot 100)                | 22             |
| US Rock Songs (Billboard)              | 3              |
| US Heatseeker Songs (Billboard)        | 2              |
| США (Billboard Dance Club Songs)       | 41             |

| Чарт (2014)                     | Лучшай Позиция |
| ------------------------------- | -------------- |
| New Zealand (Recorded Music NZ) | 38             |

| Чарт (2013)                          | Позиция |
| ------------------------------------ | ------- |
| UK Singles (Official Charts Company) | 196     |

| Чарт (2014)  | Позиция |
| ------------ | ------- |
| Italy (FIMI) | 63      |

| Регион | Сертификация  | Продажи   |
| --- | ------------- | --------- |
| Австралия (ARIA) | 4× Платиновый | 280 000^  |
| Канада (Music Canada) | Платиновый    | 80 000*   |
| Италия (FIMI) | 2× Платиновый | 100 000   |
| Новая Зеландия (RMNZ) | Золотой       | 7500*     |
| Великобритания (BPI) | Платиновый    | 600 000   |
| США (RIAA) | Платиновый    | 1 000 000 |
| * Данные о продажах приведены только на основе сертификации. · ^ Данные о тиражах приведены только на основе сертификации. · Данные о продажах + прослушиваниях приведены только на основе сертификации. |               |           |

## История релиза
| Страна | Дата           | Формат                              | Лейбл                 |
| ------ | -------------- | ----------------------------------- | --------------------- |
| США    | 23 апреля 2013 | Digital download                    | Interscope Records    |
| Италия | 26 апреля 2013 | CD                                  | Universal Music Group |
| США    | 21 мая 2013    | Радио-формат                        | Interscope Records    |
| Италия | 10 января 2014 | Радио-формат (Cedric Gervais Remix) | Polydor Records       |